# پیتر الیاس
پیتر الیاس (انگلیسی: Peter Elias; ۲۳ نوامبر ۱۹۲۳ – ۷ دسامبر ۲۰۰۱) دانشمند رایانه اهل ایالات متحده آمریکا بود. وی برندهٔ جوایزی همچون مدال ریچارد همینگ مؤسسه مهندسان برق و الکترونیک شده‌است.